# U-Bahnhof Ginza

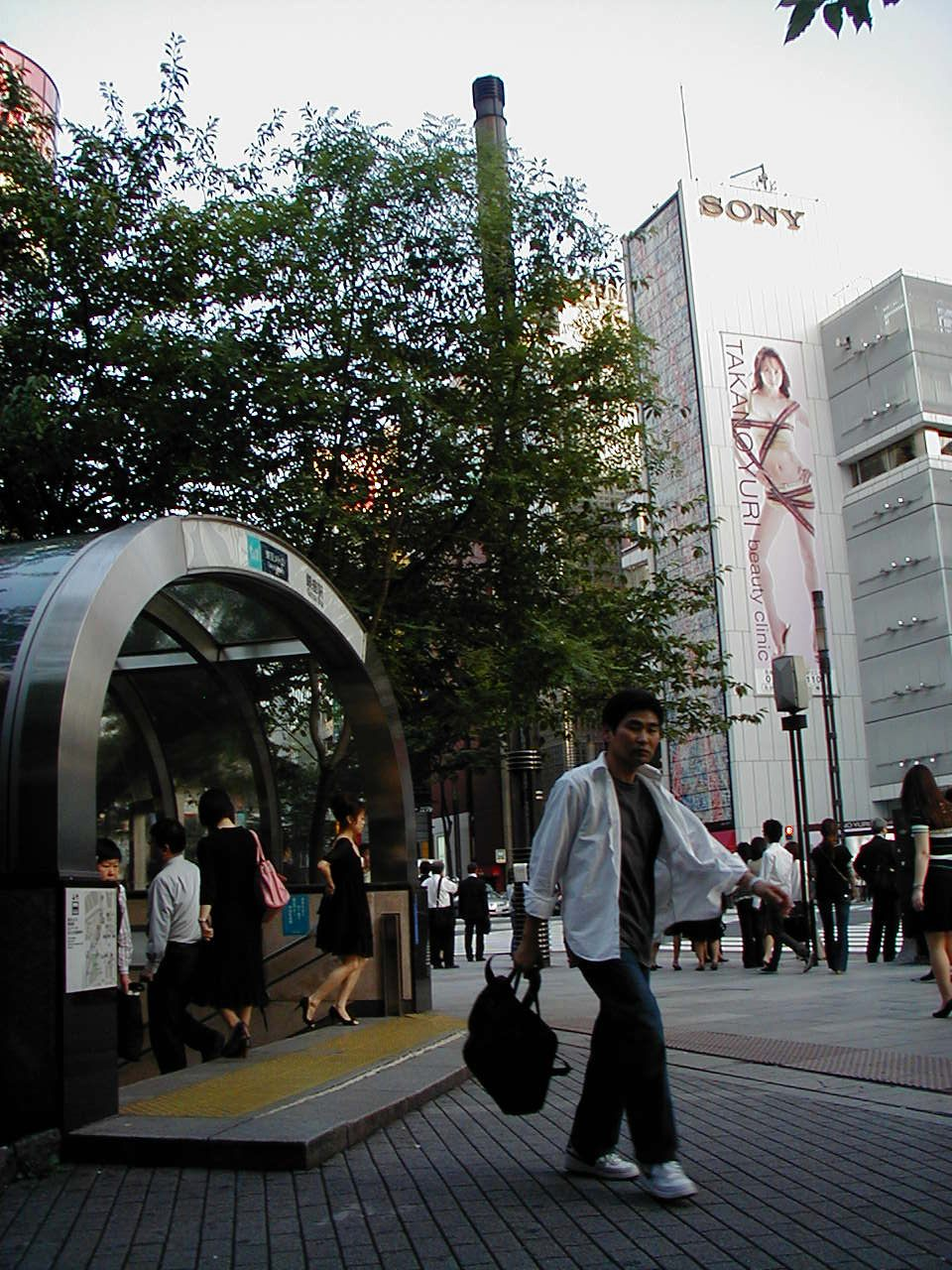
Eingang zum Bahnhof bei Sukiyabashi am Sony-Hochhaus

Der Bahnhof Ginza (jap. 銀座駅, Ginza-eki) ist ein U-Bahnhof der Tōkyō Metro im Geschäftsviertel Ginza im Stadtbezirk  Chūō von Tokio.

## Linien
Ginza wird von den folgenden Linien bedient:
- Ginza-Linie
- Marunouchi-Linie
- Hibiya-Linie

Alle Züge verkehren von den sechs Inselbahnsteigen des Bahnhofs, die jeweils zwei Gleise bedienen. 

## Nutzung
Im Jahr 2007 nutzten im Durchschnitt täglich etwa 274.842 Reisende diesen Bahnhof. Damit steht der Bahnhof in der Liste der verkehrsreichsten Stationen der Tokyo Metro nach Ikebukuro, Kita-senju und Ōtemachi auf dem vierten Platz.

## Geschichte
Der Bahnhof Ginza wurde im März 1934 im Zuge der Verlängerung der jetzigen Ginza-Linie der Tokioter U-Bahn vom Bahnhof Asakusa eröffnet. Die Marunouchi-Linie nahm ihren Betrieb im Jahr 1957, die Hibiya-Linie im Februar 1963 auf.
Die Bahnsteige der in Ost-West-Richtung verkehrenden Hibiya-Linie liegen zwischen denen der beide in Nord-Süd-Richtung führenden Strecken der Ginza-Linie und der Marunouchi-Linie und entstanden bereits vor dem Zweiten Weltkrieg im Zuge einer geplanten TUR-Strecke nach Shinjuku.

## Umgebung
Über Passagen im U-Bahn-Bereich können Reisende zu Fuß folgende Bahnhöfe der näheren Umgebung erreichen:
- U-Bahnhof Ginza-itchōme (Yūrakuchō-Linie)
- U-Bahnhof Higashi-ginza (Tokyo Metro: Hibiya-Linie, Toei: Asakusa-Linie)
- U-Bahnhof Hibiya (Hibiya-Linie, Chiyoda-Linie, Toei: Mita-Linie)
- Bahnhof Yūrakuchō (Yūrakuchō-Linie, JR East: Yamanote-Linie, Keihin-Tōhoku-Linie)